# Mindmap
Mindmapping er en metode til at skabe huskekort eller mentale kort over fx møder, bøger, opgaver og alt muligt andet, som man ønsker at have et overblik over.
Mind mapping kræver ingen voldsom indsigt, viden eller uddannelse for at komme i gang eller for at kunne bruge det i det private såvel som den professionel del af éns liv.
Teknikken er simpel og går ud på, at man udarbejder et mønster gerne bestående af både billeder, farver og tekst af fx dine tanker. Ved at lave et mønster frem for blot at notere lineært, som er den traditonelle metode, danner man anderledes forbindelser i hjernen, der gør det meget nemmere for én at strukturere og huske.
Fordelen ved at lave mønstre eller billeder i stedet for blot tekst er, at man kan fremkalde informationen meget hurtigere og med et meget større overblik.[kilde mangler]
I dag anvendes mindmapping også elektronisk, idet der findes en del programmer til udvikling og strukturering af mindmaps.
Tony Buzan har skrevet illustrerede bøger om emnet.